# شعار اليونان

النسخة العسكرية من الشعار والتي تستخدمها كل من القوات المسلحة اليونانية وقوات الأمن ودار الرئاسة.

يظهر على شعار اليونان صليب أبيض اللون على درع أزرق محاط بغصنين من إكليل الغار.
لا يحدد الدستور اليوناني مجموعة الألوان والأنماط حول الغصنين ما يعني بطبيعة الحال استعمال اللون الطبيعي (أي الأخضر). تستخدم الحكومة اليونانية في العادة تصميم غصنيّ إكليل الغار بلون أزرق أحادي. أما القوات المسلحة فتستخدم نسخة ذات أوراق إكليل ذهبية اللون ويستخدمها العلم الرئاسي أيضاً.

## التاريخ

### 1832–1863: سلالة فيتلسباخ
اختير الأمير أوتو ذو السبعة عشر ربيعاً ابن ملك بافاريا لودفيغ الأول وأصبح ملكاً على مملكة اليونان حديثة العهد بموجب ما نص عليه مؤتمر لندن عام 1832.
أُقر الشعار الجديد بأمر ملكي بتاريخ 26 يناير (1 فبراير) عام 1833. وقد استمد من شعار مملكة بافاريا وكان لون درع الشعار أزرق فاتح وعليه الصليب اليوناني ودعامته أسدان واقفان على قائمتيهما الخلفيتين وعلى رأسهما تاجان ويحاوطان التاج الملكي. كما يحمل الشعار إشارة إلى شعار بافاريا حيث يرمز إلى سلالة فيتلسباخ.

### 1924–1935: الجمهورية الهيلينية الثانية
استغني عن جميع زخرفات الشعار بعد أن أصبحت اليونان جمهورية عام 1924.

### 1864-1924 و 1935–1973: سلالة غلوكسبورغ
اختير أمير الدنمارك ويليام ذو السبعة عشر ربيعاً لاعتلاء العرش بعدما تم عزل الملك أوتو عام 1862.
أقر شعار المملكة بأمر ملكي بتاريخ 9 نوفمبر عام 1863. وتشابه طابع الشعار إلى حد كبير مع شعار العائلة المالكة الدنماركية. لم يتغير الدرع ولكن كان يحمل إشارة إلى شعار عائلة شليسفيش هولشتاين سوندربورغ غلوكسبورغ موضوعاً داخل الدرع. وبقي الدرع محاطاً بتاجٍ ملكي. وأضيف رجلان ليصبحان الدعامتين الجديدتين وذلك تلحميحاً لأسطورة هرقل. كما أضيف أعلى وسام تشريفي للدولة على الشعار مع إضافة عبارة «حب الشعب، قوتي» (باليونانية: Ἰσχύς μου ἡ ἀγάπη τοῦ λαοῦ).

### 1975–الآن
أعلن المجلس العسكري الذي حكم البلاد آنذاك عن إنهاء النظام الملكي عام 1973، وتبع ذلك إجراء استفتاء خلال نفس العام. أعلنت الحكومة الجديدة التي تلت انهيار النظام العسكري عام 1974 عن نيتها إجراء استفتاء جديد لتقرير شكل الحكومة، حيث اعتبرت أفعال المجلس العسكري غير شرعية. وأدى استفتاء عام 1974 إلى الإبقاء على النظام الجمهوري.
أقر الشعار الحالي بموجب القانون رقم 48 لسنة 1975. وهو استرجاع للشعار التقليدي ولكن أبقي على غصني الغار فقط. تستخدم الحكومة تصميم نمطي من تصميم الفنان كوستاس غراماتوبولوس.

## قائمة
|  | شعار مملكة اليونان خلال سلالة فيتلسباخ. واستخدم في الفترة من 1833 حتى 1862. |
|  | الشعار خلال فترة حكم سلالة غلوكسبورغ اعتمد عام 1863 واستخدم حتى نفي الملك جورج الثاني عام 1924. |
|  | اعتمد أيضاً عام 1863 واستخدم كنسخة مبسطة عن الشعار الرئيسي. ويتوسطه صليب لا يمتد إلى حواف العلم دون استخدام شعار سلالة غلوكسبورغ. وظل مستخدماً حتى عام 1973.                                           |
|  | شعار الجمهورية الهيلينية الثانية. واستخدم من 1924 حتى 1935. |
|  | اعتمد عام 1936 بعد استرجاع النظام الملكي في البلاد وظل قيد الاستخدام حتى نفي الملك قسطنطين الثاني عام 1967 واسمياً حتى عام 1973 حين استبدلت الملكية بالجمهورية الهيلينِية.                             |
|  | النسخة الوسطى من الشعار الملكي المأخوذ من الأعلى وقد استخدام على الجريدة الرسمية وعلى جواز السفر اليوناني من عام 1936 حتى عام 1967 حين استبدل بعنقاء المجلس العسكري وبعدها شعار الجمهورية الهيلينية. |

### أختام تاريخية غير نبيلة
نص دستور إبيداوروس يوم 1 يناير 1822 على أول ختم يوناني وطني، واعتمد بأمر يوم 15 مارس من نفس العام. وكانت عبارة عن شارة بيضاء وزرقاء دائرية الشكل.
جرت عدة تغييرات على شكل وتصميم الختم منذ اعتماده وذلك نتيجة تغير الأنظمة السياسية في البلاد يظهر على الختم الوطني الأصلي لليونان صورة للآلهة أثينا وبومتها. وأضيفت العنقاء والتي ترمز إلى 
إعادة الولادة خلال عهد أول رؤساء وزراء اليونان الحديثة يوانيس كابودسترياس.

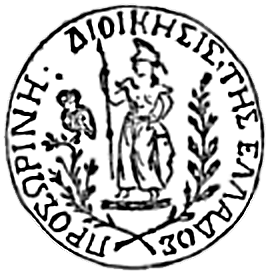
ختم الحكومة الانتقالية اليونانية  (1822–1828). يمثل الآلهة أثينا ورمزها بومة أثينا. وكتب على الختم "الإدارة الانتقالية لليونان".
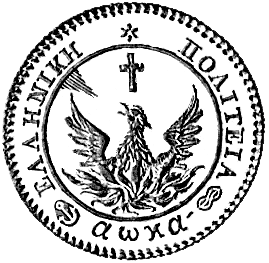
كان العنقاء هو الرمز المعتمد في ختم الجمهورية الهيلينية الأولى خلال عهد الحاكم يوانيس كابودسترياس (1828–1832). يظهر على الختم عبارة "الدولة الهيلينية"، مرفقاً بتاريخ "1821" مكتوباً بالأرقام اليونانية (وهي السنة التي بدأت فيها حرب الاستقلال اليونانية).
الشعار الوطني الخاص بالمجلس العسكري - الذي أدعى أنه  "جمهورية" في الفترة من 1973 حتى 1974. استبدلت اليونان الختم الملكي على العملات النقدية اليونانية حين بقيت على النظام الملكي بصورة رسمية من عام 1970 حتى 1973.